# Kunigunda
Kunigunda är ett kvinnonamn. Namnet kommer av forntyska kuni (familj, släkt) och gund (strid). Fram till 1901 hade Kunigunda namnsdag den 3 mars.
- Kunigunda av Luxemburg (978–1033) tysk-romersk kejsarinna och helgon
- Kunigunda av Ungern (1224–1292), romersk-katolskt helgon, se Kinga av Polen
- Kunigunda av Eisenberg (1245–1290), lantgrevinna av Thüringen